# Vertesella
Vertesella is een geslacht van uitgestorven weekdieren uit de klasse van de Gastropoda (slakken). Exemplaren van dit geslacht zijn slechts als fossiel bekend.

## Soort
- Vertesella vertesensis Szabó, 2012 †